# Napoje izotoniczne

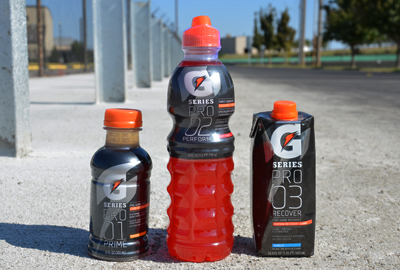
Napoje izotoniczne firmy Gatorade

Napoje izotoniczne (izotoniki) – napoje mające na celu wyrównanie poziomu wody i elektrolitów wydalanych z organizmu w procesie wydzielania potu, a także uzupełnienie witamin i soli mineralnych oraz w niewielkim stopniu węglowodanów spalanych podczas wysiłku fizycznego.
Zbilansowany poziom elektrolitów oraz ciśnienie osmotyczne, odpowiadające ciśnieniu panującemu w płynach ustrojowych człowieka, pozwala na szybkie ugaszenie pragnienia i uzupełnienie utraconych mikroelementów. Sód zawarty w niektórych napojach izotonicznych przeciwdziała powstawaniu kurczy mięśni.
W odróżnieniu od napojów energetyzujących, izotoniki mają niską zawartość cukru i w niewielkim stopniu nasycone są dwutlenkiem węgla. Napoje izotoniczne są bardzo potrzebne w trakcie uprawiania dyscyplin sportowych wymagających długotrwałego, intensywnego wysiłku, np. kolarstwo, biegi długodystansowe oraz w turystyce kwalifikowanej, szczególnie górskiej, ponieważ skutecznie gaszą pragnienie i utrzymują wodę w organizmie, a także uzupełniają mikro- oraz makroelementy, które są potrzebne do wydolności fizycznej i odnowy mięśni.
Napoje izotoniczne dostępne są w powszechnej sprzedaży, jak i wyspecjalizowanych sklepach sportowych w postaci płynów lub proszku do rozpuszczania w wodzie.